# مجيء رأسي
مَجيءٌ رَأْسِيّ أو العرض الأول هو حالة عند الولادة حيث يكون الجنين في الكذب الطولي ويدخل الرأس إلى الحوض أولاً؛ الشكل الأكثر انتشارًا للعرض الرأسي هو عرض قمة الرأس حيث يكون القفص هو الجزء الرئيسي (الجزء الذي يدخل قناة الولادة لأول مرة). جميع العروض الأخرى غير طبيعية (سوء تمثيل) والتي يصعب تحقيقها ولا يمكن تحقيقها بالوسائل الطبيعية.

## الارتباط
تسمي حركة الجنين إلى العرض الرأسي ارتباط الرأس. يحدث في الفصل الثالث. في حالة ارتباط الرأس ينزل رأس الجنين إلى تجويف الحوض بحيث يمكن الشعور بجزء صغير منه (أو لا شيء) في البطن. يتم تسطيح منطقة العجان وعنق الرحم بشكل أكبر ويمكن الشعور بالرأس عن طريق المهبل. يُعرف ارتباط الرأس بالعامية بانخفاض الطفل وفي الطب الطبيعي يطلق عليه التفتيح بسبب تحرير الضغط على الجزء العلوي من البطن وتجديد سهولة التنفس. ومع ذلك فإنه يقلل بشدة من قدرة المثانة ويزيد الضغط على قاع الحوض والمستقيم وقد تشعر الأم بالإحساس الدائم بأن الجنين «سوف يسقط» في أي لحظة.

## تصنيف
في عرض الرأس ينثني الرأس ويقود القفا الطريق. هذا هو التكوين الأكثر شيوعًا ويمكن رؤيته عند المدى في 95 ٪ من الفردي. إذا تم تمديد الرأس، يصبح الوجه الجزء الأمامي. تمثل العروض التقديمية الوجه أقل من 1٪ من العروض التقديمية في الفصل الدراسي. في عرض الخطيئة اليافوخ الكبير هو جزء التقديم؛ مع مزيد من العمل سوف ينثني الرأس أو يمتد أكثر بحيث يؤدي هذا العرض التقديمي في النهاية إلى عرض الرأس أو الوجه. في عرض الحاجب، يتم تمديد الرأس قليلاً، ولكن أقل من عرض الوجه. عرض الذقن هو أحد أشكال عرض الوجه مع أقصى امتداد للرأس.
العروض غير الرأسية هي مجيء مقعدي (3.5٪) وعرض الكتف (0.5٪).

## عرض فيرتكس
الرأس هو منطقة القبو التي يحدها من الأمام اليافوخ الأمامي والخيط الإكليلي وخلفًا اليافوخ الخلفي والخيط اللامي وخطين جانبيًا يمران عبر العلامات الجدارية.
في العرض التقديمي للقمة يكون القفا عادةً أماميًا وبالتالي في وضع مثالي للتفاوض على منحنى الحوض عن طريق تمديد الرأس. في الوضع الخلفي القذالي.
تصنيف العروض التقديمية للقمة وفقًا لموضع القفا، سواء أكان يمينًا أو يسارًا أو عرضيًا وأماميًا أو خلفيًا:
يسار أوكسيبيتو أمامي (LOA)، يسار أوكسيبيتو خلفي (LOP)، يسار أوكسيبيتو مستعرض (LOT)
الجهة اليمنى من أوكسيبيتو الأمامي (ROA)، الجهة اليمنى من أوكسيبيتو الخلفي (ROP)، الجهة اليمنى أوكسيبيتو المستعرضة (ROT)
الوضعية الأوكسيبيتو الأمامية مثالية للولادة. هذا يعني أن الطفل يتم تبطينه بحيث يتنقل عبر الحوض بأسهل ما يمكن. يتجه الطفل لأسفل ويواجه العمود الفقري وظهره من الأمام. في هذا الوضع، يتم ثني ذقن الطفل على صدره، بحيث يتم وضع أصغر جزء من رأسه على عنق الرحم أولاً. يكون الموضع عادة «Left Occiput الأمامي» أو LOA. من حين لآخر، قد يكون الطفل «الحق الأمامي الأيمن» أو ROA.

## عرض الحاجب
بينما يعتبر البعض عرض الحاجب كمرحلة وسيطة نحو عرض الوجه يختلف البعض الآخر. هكذا بهال وآخرون. أشار إلى أن كلا الحالتين متشابهتان تقريبًا (1/994 وجه و 1/755 مواضع الحاجب) وأن الخداج كان أكثر شيوعًا مع الوجه بينما كان تأخر موعد الولادة أكثر شيوعًا في أوضاع الحاجب.